# Юдора (Канзас)
Юдора (англ. Eudora) — місто (англ. city) в США, в окрузі Дуглас штату Канзас. Населення — 6408 осіб (2020).

## Географія
Юдора розташована за координатами 38°56′4″ пн. ш. 95°5′38″ зх. д. / 38.93444° пн. ш. 95.09389° зх. д. (38.934569, -95.093756).  За даними Бюро перепису населення США в 2010 році місто мало площу 7,60 км², з яких 7,48 км² — суходіл та 0,12 км² — водойми.

## Демографія
Згідно з переписом 2010 року, у місті мешкало 6136 осіб у 2210 домогосподарствах у складі 1600 родин. Густота населення становила 807 осіб/км².  Було 2306 помешкань (303/км²).
Расовий склад населення:
| - 93,3 % — білих - 1,6 % — корінних американців - 0,8 % — чорних або афроамериканців - 0,7 % — азіатів |

До двох чи більше рас належало 2,8 %. Частка іспаномовних становила 4,5 % від усіх жителів.
За віковим діапазоном населення розподілялося таким чином: 31,0 % — особи молодші 18 років, 60,2 % — особи у віці 18—64 років, 8,8 % — особи у віці 65 років та старші. Медіана віку мешканця становила 31,8 року. На 100 осіб жіночої статі у місті припадало 98,1 чоловіків;  на 100 жінок у віці від 18 років та старших — 93,9 чоловіків також старших 18 років.
Середній дохід на одне домашнє господарство  становив 70 066 доларів США (медіана — 58 857), а середній дохід на одну сім'ю — 82 338 доларів (медіана — 70 944). Медіана доходів становила 46 271 долар для чоловіків та 38 750 доларів для жінок. За межею бідності перебувало 11,3 % осіб, у тому числі 11,5 % дітей у віці до 18 років та 18,5 % осіб у віці 65 років та старших.
Цивільне працевлаштоване населення становило 2866 осіб. Основні галузі зайнятості: освіта, охорона здоров'я та соціальна допомога — 29,3 %, науковці, спеціалісти, менеджери — 10,8 %, виробництво — 10,1 %.